# Золотий диск «Вояджера»

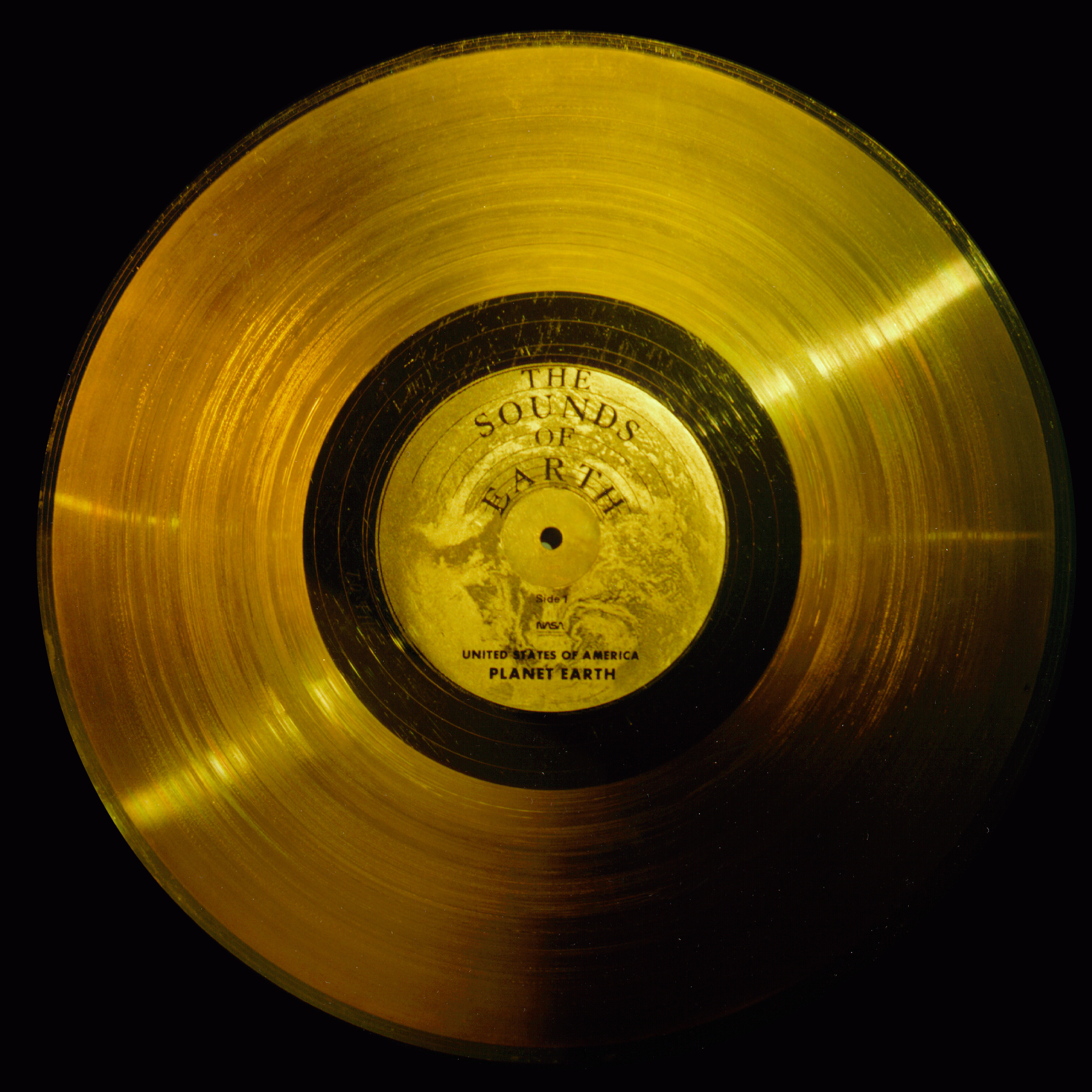
Золотий диск «Вояджера»

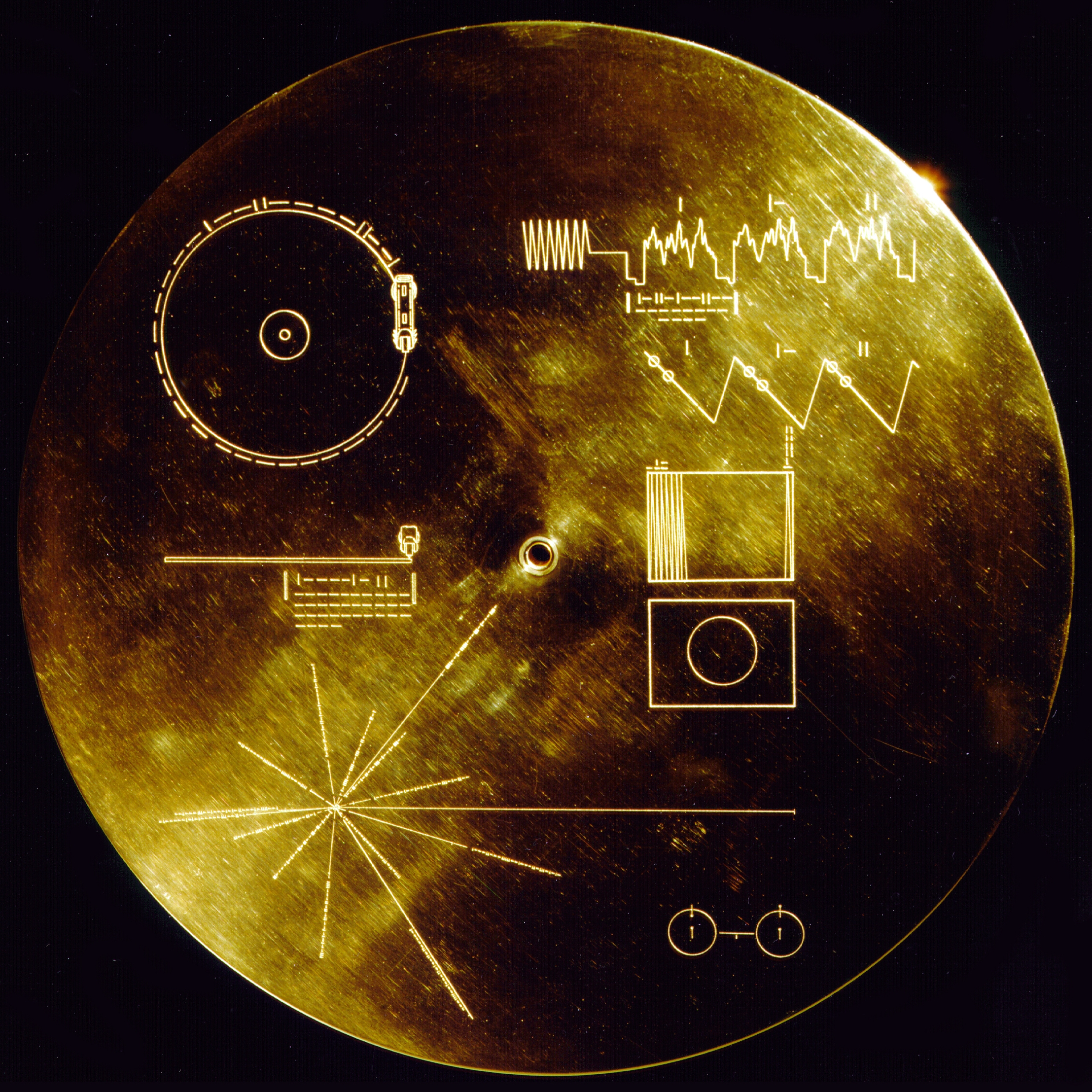
Футляр із поясненнями позаземним цивілізаціям

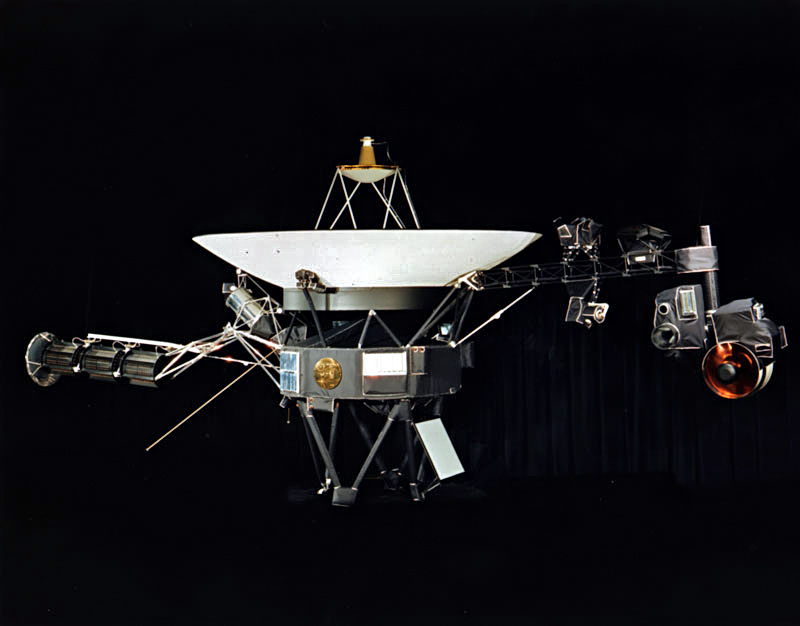
Розташування золотої платівки на Voyager (в центрі внизу ліворуч)

Золоти́й диск «Во́яджера» — мідна інформаційна платівка із записом аудіо- і відеосигналів. Диски розташовані на борту запущених у 1977 р. космічних апаратів «Вояджер» -1 і -2, які уже вийшли за межі геліосфери. Диски містять звуки й зображення, покликані показати різноманітність життя і культури на Землі і призначені для будь-яких інтелектуальних позаземних істот або людей майбутнього, які можуть їх знайти. Зонди не запущені до якоїсь конкретної зорі, але «Вояджер-1» буде в межах 1,6 світлових років від зірки AC+79 3888 у сузір'ї Змієносця через приблизно 40 тис. років. Оскільки зонди надзвичайно малі, малоймовірно, що вони коли-небудь випадково досягнуть мети. Однак якщо це станеться і диски будуть знайдені іншими живими видами, то лише в далекому майбутньому, і тому запис краще за все розглядати як капсулу часу чи символічну заяву, аніж серйозну спробу спілкування з позаземними формами життя.

## Записи платівки
Ідейним натхненником й активним учасником розроблення послань до позаземних цивілізацій, що вирушають з космічними зондами за межі Сонячної системи, був американський астроном і науковець Карл Саган (1934—1996). Саган і його колеги приготували для НАСА 115 зображень і звуків планети. До цього було додано музичні записи різних культур та епох, вітання різними мовами й надруковані послання від Президента США Джиммі Картера і Генерального Секретаря ООН Курта Вальдгайма.

### Вітання
Перший розділ містить вітання 55 мовами, у тому числі українською, 4 китайськими діалектами (відзначені *) і 10 південноазійськими мовами (позначені **):
| Мова                           | Привітання                                                                                                 | Мова              | Привітання                                                                                        |
| ------------------------------ | --- | ----------------- | ------------------------------------------------------------------------------------------------- |
| Аккадська                      | «Хай все буде дуже добре».                                                                                 | Німецька          | «Сердечний привіт всім».                                                                          |
| Англійська                     | «Привіт від дітей планети Земля».                                                                          | Ньянджа           | «Як ви, люди з інших планет?»                                                                     |
| Арабська                       | «Привіт нашим друзям на інших зірках. Ми хочемо коли-небудь зустрітися з Вами».                            | Орія **           | «Привіт жителям Всесвіту з третьої планети Земля зірки Сонце».                                    |
| Арамейська (мова Ісуса Христа) | «Мир Вам».                                                                                                 | Панджабі **       | «Ласкаво просимо до нашого дому. Нам дуже приємно приймати вас».                                  |
| Бенгальська **                 | «Привіт! Хай буде мир у всьому світі».                                                                     | Перська           | «Привіт жителям далеко неба».                                                                     |
| Бірманська                     | «У Вас все добре?».                                                                                        | Польська          | «Вітаємо, істоти з-за меж світу».                                                                 |
| В’єтнамська                    | «Щиро відправляємо вам наш дружній привіт».                                                                | Португальська     | «Мир і щастя для всіх».                                                                           |
| Валлійська                     | «Гарного здоров'я Вам зараз і назавжди».                                                                   | Раджастханська ** | «Привіт усім. Ми щасливі тут, а ви щасливі там».                                                  |
| Вірменська                     | «Для всіх, хто існує у всесвіті, привіт».                                                                  | Російська         | «Здравствуйте, вітаю вас».                                                                        |
| Гінді **                       | «Привіт від мешканців цього світу».                                                                        | Румунська         | «Привіт всім».                                                                                    |
| Голландська                    | «Гарячий привіт всім».                                                                                     | Сербська          | «Бажаємо вам всього найкращого від нашої планети».                                                |
| Давньогрецька                  | «Привіт Вам, ким би Ви не були. Ми прийшли з дружбою до тих, хто є нашими друзями».                        | Сесото            | «Ми вітаємо Вас, О великі».                                                                       |
| Ґуджараті **                   | «Привіт від людства із Землі. Будь ласка, увійдіть з нами в контакт».                                      | Сингальська       | «Привіт».                                                                                         |
| Іврит                          | «Мир Вам».                                                                                                 | Сямень *          | «Друзі з космосу, як у Вас справи? Чи Ви вже пообідали? Приїжджайте до нас, якщо у вас буде час». |
| Індонезійська                  | «Спокійної ночі, пані та панове. До побачення і до зустрічі наступного разу».                              | Тайська           | «Ми в цьому світі відправляємо вам наші добрі побажання».                                         |
| Іспанська                      | «Привіт і вітання всім».                                                                                   | Телугу **         | «Привіт. Найкращі побажання від людей, що розмовляють мовою телуру».                              |
| Італійська                     | «Багато Вам вітань і побажань».                                                                            | Турецька          | «Шановні турецькомовні друзі, хай почесті ранку будуть над вашими головами».                      |
| Каннада **                     | «Привіт. Від імені людей, що розмовляють мовою каннада, добрі побажання».                                  | У *               | «Найкращі побажання вам і всім».                                                                  |
| Кантонська *                   | «Привіт. Як справи? Бажаємо вам миру, здоров'я і щастя».                                                   | Угорська          | «Ми посилаємо вітання угорською мовою для всіх миролюбних істот у Всесвіті».                      |
| Кечуа                          | «Привіт усім від цієї землі мовою кечуа.»                                                                  | Українська        | «Пересилаємо привіт із нашого світу, бажаємо щастя, здоров'я і многая літа».                      |
| Корейська                      | «Як справи?»                                                                                               | Урду **           | «Мир вам. Ми, мешканці цієї землі, вітаємо вас».                                                  |
| Латинська                      | « Привіт Вам, ким би Ви не були, у нас є добра воля до вас і ми несемо мир через увесь космічний простір». | Французька        | «Добрий день всім».                                                                               |
| Луганда                        | «Привіт усім народам Всесвіту. Бог завжди дасть Вам мир».                                                  | Хетська           | «Привіт!»                                                                                         |
| Мандаринська*                  | «Сподіваємось, що у вас все добре. Ми думаємо про вас усіх. Ласкаво просимо до нас, коли у вас буде час».  | Чеська            | «Дорогі друзі, ми бажаємо вам всього найкращого».                                                 |
| Маратхі **                     | «Привіт. Люди Землі відправляють свої добрі побажання».                                                    | Шведська          | «Привіт від програміста з маленького університетського містечка Ітаки на планеті Земля».          |
| Іла                            | «Ми бажаємо всім вам добре».                                                                               | Шумерська         | «Хай все буде добре».                                                                             |
| Нгуні                          | «Ми вітаємо Вас, великих. Бажаємо Вам довголіття».                                                         | Японська          | «Привіт! Як справи?»                                                                              |
| Непальська                     | «Бажаю вам мирного майбутнього від землян».                                                                |                   |                                                                                                   |

### Звуки
Друга частина містить «звуки Землі»:
| - Музика сфер, - Вулкана, Землетрусу, Грому, - Грязьового вулкана, - Вітру, Дощу, Морського прибою, - Цвіркунів, Жаб, - Птахів, Гієни, Слона, - Пісня китів - Шимпанзе, - Дикої собаки, - Кроків, Серцебиття, Сміху, - Вогню, Розмови, Удару сокири, | - Домашньої собаки, - Овець, Удару ковальського молотка, Лісопиляння, - Трактора, - Азбуки Морзе, - Корабля, - Коня і воза, - Поїзда, - Тягача, Автобуса, Автомобіля, - Реактивного літака, Запуску ракети, - Поцілунку, Мати і дитини, - Пульсару. |

До золотого диску включене повідомлення Per aspera ad astra, зроблене азбукою Морзе, що у перекладі з латини означає «Крізь терни до зірок».

### Музика
До наступної частини обраний 90-хвилинний запис досягнень світової музичної спадщини. Зокрема записані твори Баха, Моцарта, Бетховена, російського композитора Ігоря Стравинського, що мав українське походження, джазові композиції Луї Армстронга, Чака Беррі та музика багатьох народів. Запис включає музику Перу, Болгарії, Австралії, Африки, Індії, Яви та Японії, а також китайський твір для 7-струнного гуциня, складений 2500 років тому, гра на сопілці з Соломонових островів і ритуальний спів із Нової Гвінеї, який, імовірно, датується кам'яною добою. Колишній Радянський Союз на диску представлений грузинським багатоголоссям і азербайджанським мугамом:
| Країна                    | Автор                           | Твір                                                                  | Виконавець                     | Жанр/музичний інструмент                          |
| ------------------------- | ------------------------------- | --------------------------------------------------------------------- | ------------------------------ | ------------------------------------------------- |
| Німеччина                 | Йоганн Себастьян Бах            | «Гавот у формі рондо» з Партити № 3 мі мажор для скрипки              |                                | скрипка                                           |
| Німеччина                 | Йоганн Себастьян Бах            | Бранденбурзький концерт № 2 фа мажор. Перша частина                   |                                | оркестр                                           |
| Німеччина                 | Йоганн Себастьян Бах            | Добре темперований клавір, Зошит 2, Прелюдія і фуга в До-мажорі, № .1 |                                | фортепіано                                        |
| Німеччина                 | Людвіг ван Бетховен             | П'ята симфонія, перша частина                                         |                                | оркестр                                           |
| Німеччина                 | Людвіг ван Бетховен             | Струнний квартет № 13 сі-бемоль, опус 130, Каватина                   |                                | струнний квартет                                  |
| Австрія                   | Вольфґанґ Амадей Моцарт         | «Чарівна флейта», арія цариці ночі, № 14                              |                                | опера                                             |
| Росія/Україна/Франція/США | Ігор Стравінський               | «Весна священна», Священний танець                                    |                                | балет                                             |
| Велика Британія           | Антоні Холборн                  | «The Fairie Round»                                                    |                                |                                                   |
| США                       |                                 | Меланхолійний блюз                                                    | Луї Армстронг і «Гаряча сімка» | джаз                                              |
| США                       | Сліпий Віллі Джонсон            | «Темною була ніч»                                                     | Сліпий Віллі Джонсон           | блюз                                              |
| США                       | Чак Беррі                       | «Johnny B. Goode»                                                     | Чак Беррі                      | рок-н-рол                                         |
| Болгарія                  |                                 | «Излел е Делю хайдутин» («Вийшов Делю — гайдук»)                      | Валя Балканська                | болгарська народна пісня                          |
| Японія                    |                                 | «Журавлі в гнізді»                                                    | Коро Ямагучі                   | сякухаті (бамбукова флейта)                       |
| Китай                     | Бо Я                            | «Стрімкі потічки»                                                     | Гуань Пінг-ху                  | гуцинь (цисяньцинь, струнний щипковий інструмент) |
| Індія                     |                                 | «Джат Каган Хо»                                                       | Сурірі Кесар Бай Керкар        | індійська класична рага                           |
| Індонезія                 | Манґкунеґара IV                 | «Puspawarna» («Сорти квітів»)                                         | Яванський придворний ґамелан   | ґамелан                                           |
| Грузія                    | грузинський фольклор            | «Чакруло»                                                             | грузинський хор                | багатоголосся                                     |
| Азербайджан               | азербайджанська класична музика | «Мугам»                                                               |                                | мугам                                             |
| Сенегал                   |                                 | сенегальські ритми                                                    |                                | ударні інструменти                                |
| Заїр                      |                                 | ритуальні пісні дівчат племені пігмеїв                                |                                | ритуальна племінна музика                         |
| Австралія                 |                                 | «Ранкова зірка» і «Диявольський птах»                                 |                                | пісні аборигенів                                  |
| Папуа Нова Гвінея         |                                 | Пісня священного житла                                                |                                | ритуальні співи                                   |
| Соломонові острови        |                                 |                                                                       |                                | меланезійська сопілка                             |
| США                       | Музика індіанців племені Навахо | «Нічні співи»                                                         |                                | ритуальні співи                                   |
| Мексика                   | Лоренцо Барселата               | «Ель Каскабель»                                                       |                                | мексиканське мар'ячі                              |
| Перу                      | Даніель Аломіа Роблес           | «El Cóndor Pasa»                                                      |                                | Флейта Пана і барабан                             |
| Перу                      |                                 | перуанські весільні пісні                                             |                                |                                                   |

Саган спочатку мав намір включити пісню «Here Comes the Sun» з альбому «Бітлз» «Abbey Road». Хоча група «Бітлз» погодилась, звукозаписна компанія EMI не дала свого дозволу і пісня не увійшла до диска.

### Зображення
На диску міститься понад 100 слайдів, на яких зображені найважливіші наукові дані, види Землі, її материків, різноманітні ландшафти, сцени з життя тварин і людини, їх анатомічна будова і біохімічна структура, включаючи молекулу ДНК.
На частині фотографій зафіксовані люди в різних ситуаціях: батько і дочка з Малайзії, група дітей, мисливці бушмени, гватемалець, танцівниця з Балі, андські дівчата, майстер із Таїланду, альпініст, гімнастка, спринтери, зокрема українець Валерій Борзов, діти з глобусом, ремісник, жінка з мікроскопом, астронавт, музиканти струнного квартету.

## Діаграма
Разом із платівкою у футляр упаковані фонографічна капсула та голка для відтворення запису. На футлярі вигравірувана схема, що зображає встановлення голки на поверхні запису, швидкість програвання і спосіб перетворення відеосигналів у зображення. Окрім того, відтворена схема випромінювання атома водню для отримання метричних і часових одиниць, а також карта пульсарів, на якій позначено положення Сонця в Галактиці.